# Samuel Barlow
Pour les articles homonymes, voir Barlow.
Samuel Latham Mitchill Barlow, né le 1er juin 1892 à New York et mort le 19 septembre 1982 à Wyndmoor, est un compositeur américain.

## Biographie
Samuel Barlow fait ses études à la Groton School de 1904 à 1910 puis à l'Université Harvard de 1910 à 1914. Il se rend ensuite à Paris pour travailler le piano avec Isidor Philipp. Il étudie ensuite l'orchestration à Rome avec Ottorino Respighi.
En 1917; il est lieutenant dans l'American Expeditionary Forces avant d'être décoré de la Légion d'honneur.
Musicalement, il s'efforce de plaire au public démocrate sans sacrifier au sens profond de la musique. Il publie un livre qui présente ses idées philosophiques et artistiques en 1961 à New York : The Astonished Muse.
Son opéra en un acte Mon Ami Pierrot est le premier opéra américain présenté à l'Opéra-Comique. Il écrit encore deux autres opéras : Eugénie et Amanda.
Son concerto symphonique Babar utilise des projections à la lanterne magique. Il écrit aussi un Concerto pour piano, créé le 23 janvier 1931 à Rochester, où il tient le rôle de soliste.

## Œuvres
Il écrit notamment des œuvres chorales et des pièces pour piano.

### Musique orchestrale
- Biedermeier Waltzes, suite symphonique (1935, création à Rome la même année)
- Circus Overture (1930)